# Lachapelle-Graillouse
Lachapelle-Graillouse är en kommun i departementet Ardèche i regionen Auvergne-Rhône-Alpes i sydöstra Frankrike. Kommunen ligger  i kantonen Coucouron som ligger i arrondissementet Largentière. År 2022 hade Lachapelle-Graillouse 188 invånare.

## Befolkningsutveckling
Antalet invånare i kommunen Lachapelle-Graillouse
Referens: INSEE